# جغرافیای مارکسیستی
جغرافیای مارکسیستی رشته‌ای از جغرافیای انتقادی است که از نظریه‌ها و فلسفه مارکسیسم برای بررسی روابط فضایی جغرافیای انسانی استفاده می‌کند. در جغرافیای مارکسیستی، روابطی که جغرافیا به‌طور سنتی تجزیه و تحلیل کرده‌است - محیط طبیعی و روابط فضایی - به عنوان نتایج شیوه تولید مادی بررسی می‌شود. برای درک کامل روابط جغرافیایی، در این دیدگاه باید ساختار اجتماعی را نیز بررسی کرد. جغرافیای مارکسیستی سعی در تغییر ساختار اساسی جامعه دارد.

## تعریف
مارکسیسم معمولاً به معنای ایده‌های مارکس و انگلس، سوسیالیست‌های انقلابی مانند لنین و تروتسکی و متفکران بعدی که بر اساس مارکس بنا شده‌اند، مانند گرامشی، در نظر گرفته می‌شود. جغرافیای مارکسیستی، بررسی مارکسیستی جامعه از منظر فضا، مکان، مقیاس و دگرگونی انسانی طبیعت است. جغرافی دانان مارکسیست استدلال می‌کنند که گنجاندن تفکر مارکسیستی در جغرافیا، تفکر جغرافیایی را غنی می‌کند.

## فلسفه
جغرافیای مارکسیستی ماهیتی رادیکال دارد و انتقاد اولیه آن از علم ژئوماتیک اثبات‌گرا بر روش‌شناسی‌اش این است که تمرکز این علم سرمایه‌داری و سوءاستفاده‌ای را که زیربنای ترتیبات فضایی-اجتماعی به وجود آورده‌است را در نظر نمی‌گیرد. به این ترتیب، جغرافی دانان مارکسیست اولیه در حمایت از تغییرات اجتماعی و کنشگری آشکارا سیاسی بودند. آنها از طریق به‌کارگیری تحلیل جغرافیایی مشکلات اجتماعی به دنبال کاهش فقر و استثمار در جوامع سرمایه‌داری بودند. جغرافیای مارکسیستی در مورد اینکه چگونه ساختارهای عمیق سرمایه‌داری به عنوان یک عامل تعیین‌کننده و یک محدودیت برای عاملیت انسان عمل می‌کنند، ادعاهای تفسیر گونه می‌کنند. بیشتر این ایده‌ها در اوایل دهه ۱۹۷۰ توسط جغرافی دانان کمی ناراضی ایجاد شد. دیوید هاروی را عموماً دنباله‌روی اصلی جنبش مارکسیستی در جغرافیای انسانی می‌دانند.
برای دستیابی به چنین اهدافی فلسفی، جغرافی دانان مارکسیستی به شدت بر نظریه اجتماعی و اقتصادی مارکسیستی تکیه می‌کنند و از اقتصاد مارکسیستی و روش‌های ماده‌باوری تاریخی استفاده می‌کنند تا نحوه کنترل ابزارهای تولید بر توزیع فضایی انسان در ساختارهای سرمایه داری را نشان دهند. مارکس همچنین برای بررسی اینکه چگونه روابط فضایی تحت تأثیر طبقه اجتماعی قرار می‌گیرد، تحت تأثیر قرار می‌گیرد. در این روش همچنین تأکید بر ساختار و مکانیسم‌های ساختاری است.